# スペースX Crew-12
スペースX Crew-12は、クルードラゴン宇宙船による、NASA商業乗員飛行としては12回目、有人軌道飛行としては20回目の飛行。このミッションでは2名のNASAの飛行士であるジャック・ハサウェイ、ジェシカ・メイア、ESAのソフィー・アデノおよびRoscosmosのオレッグ・アルテミエフからなる4名の宇宙飛行士を国際宇宙ステーション（ISS）へと輸送する。このミッションは2026年3月打ち上げが予定されている。

## クルー

### 正クルー
| 地位                        | 宇宙飛行士                                                              | 宇宙飛行士                                                              |
| --------------------------- | ----------------------------------------------------------------------- | ----------------------------------------------------------------------- |
| 船長                        | ジャック・ハサウェイ, NASA 第74次/第75次長期滞在 1回目の宇宙飛行        | ジャック・ハサウェイ, NASA 第74次/第75次長期滞在 1回目の宇宙飛行        |
| 操縦士                      | ジェシカ・メイア, NASA 第74次/第75次長期滞在 4回目の宇宙飛行            | ジェシカ・メイア, NASA 第74次/第75次長期滞在 4回目の宇宙飛行            |
| 第1ミッションスペシャリスト | , ESA 第74次/第75次長期滞在 2回目の宇宙飛行                             | , ESA 第74次/第75次長期滞在 2回目の宇宙飛行                             |
| 第2ミッションスペシャリスト | オレッグ・アルテミエフ, Roscosmos 第74次/第75次長期滞在 1回目の宇宙飛行 | オレッグ・アルテミエフ, Roscosmos 第74次/第75次長期滞在 1回目の宇宙飛行 |

## ミッション
この12回目のスペースXが運用する商業乗員輸送計画のミッションは2026年3月の打ち上げが予定されている。